# Balanites aegyptiaca
Balanites aegyptiaca — вид рослин родини парнолистові (Zygophyllaceae), поширений на Близькому сході й Аравійському півострові і майже по всій Африці.

## Опис
Напіввічнозелений або іноді листяний кущ або невелике вічнозелене дерево заввишки до 12(15) м, зазвичай колюче, надзвичайно мінливе у багатьох своїх характеристиках. Стовбур зазвичай прямий, діаметром до 60 см, часто рифлений, гілки поширюються неправильно або підвішені, іноді утворюють округлу крону. Кора тверда, стаючи темно-сірою. Гілочки й колючки сірувато-зеленого кольору набувають світло-коричневого кольору. Листки майже сидячі або з черешком, дволисточкові; листові пластини 2.5–6 × 1.5–4 см, злегка асиметричні, від еліптичних до еліптично-зворотнояйцюватих, верхівка від помірно гострої до тупої. Суцвіття містять (1)2–20 або більше квіток. Квітки 5-мірні, солодко-ароматні. Чашолистки яйцюваті, 3.5–5.5 × 1.5–2.5 мм, від гострих до загострених, густо запушені зовні, з довгими шовковистими білуватими волосками всередині. Пелюстки від зеленого до блідо-жовтого або кремово-білого забарвлення, ланцетні або вузько-еліптичні до зворотнояйцювато-довгастих, 4.5–7 × 1–2.5 мм, округлі або від тупих до гострих. Плід помітно подовжується на дуже ранньому розвитку, дуже мінливий, коли дозріває; у зрілості від зеленувато-коричневого до жовтого забарвлення, субсферичні або від яйцюватих до еліпсоїдальних, 2.3–4.7 × 1.3–2.8 см.

## Поширення
Поширений на Близькому сході й Аравійському півострові і майже по всій Африці, крім півдня.

## Використання
Рослина культивуються в Єгипті вже понад 4000 років. Жовті однонасінні плоди їстівні, але гіркі. Плоди можуть бути зброджені для алкогольних напоїв. Листя їдять сирими або вареними. Жирне насіння кип'ятять, щоб зробити його менш гірким. Залишки з насіння після видобутку олії зазвичай використовуються як корм для тварин в Африці. Рослина має також медичне використання. Блідо-коричнево-жовта деревина використовується для виготовлення меблів і довговічних предметів, таких як інструменти, а також для отримання гарного деревного вугілля.

## Галерея

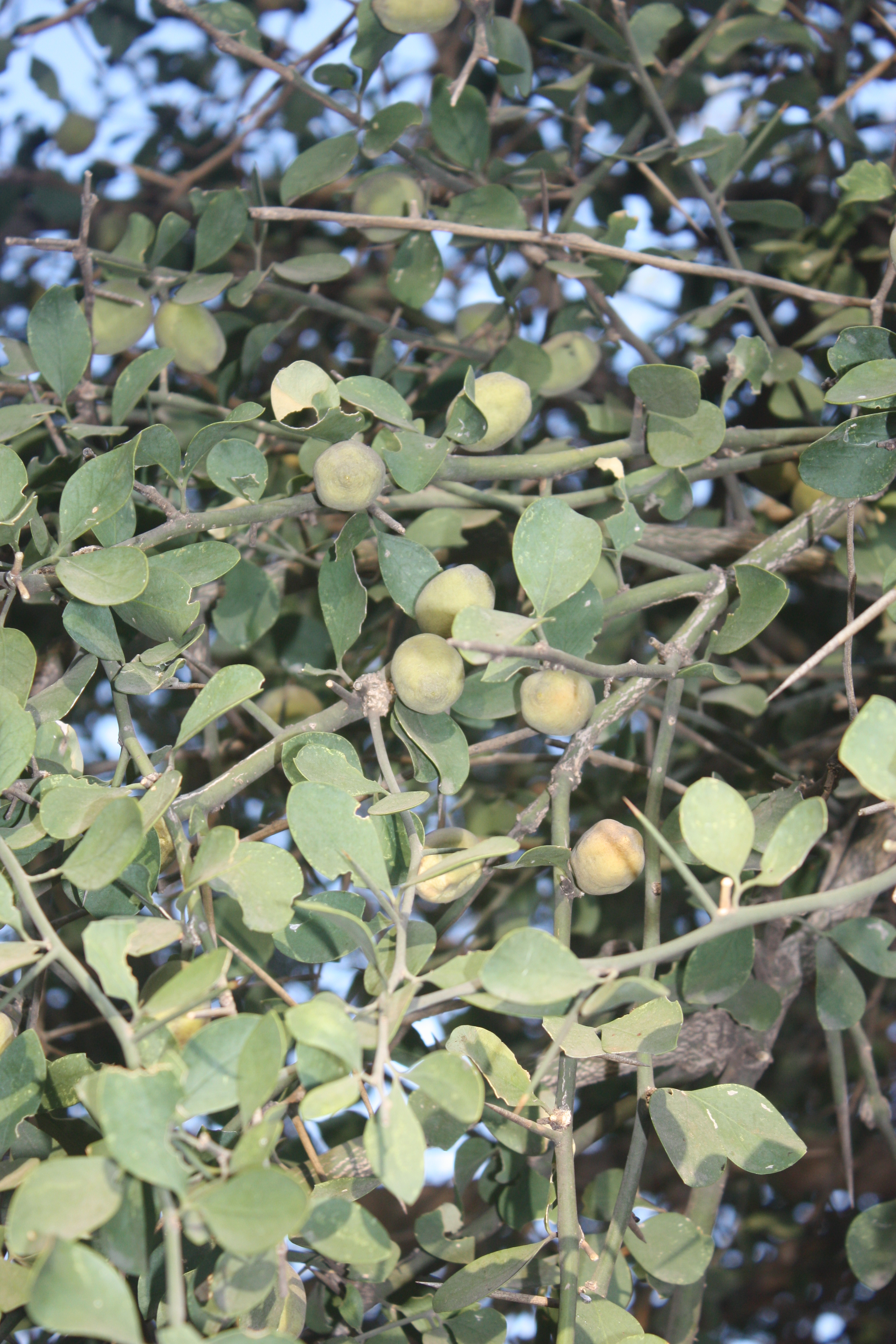
гілки з листям і плодами
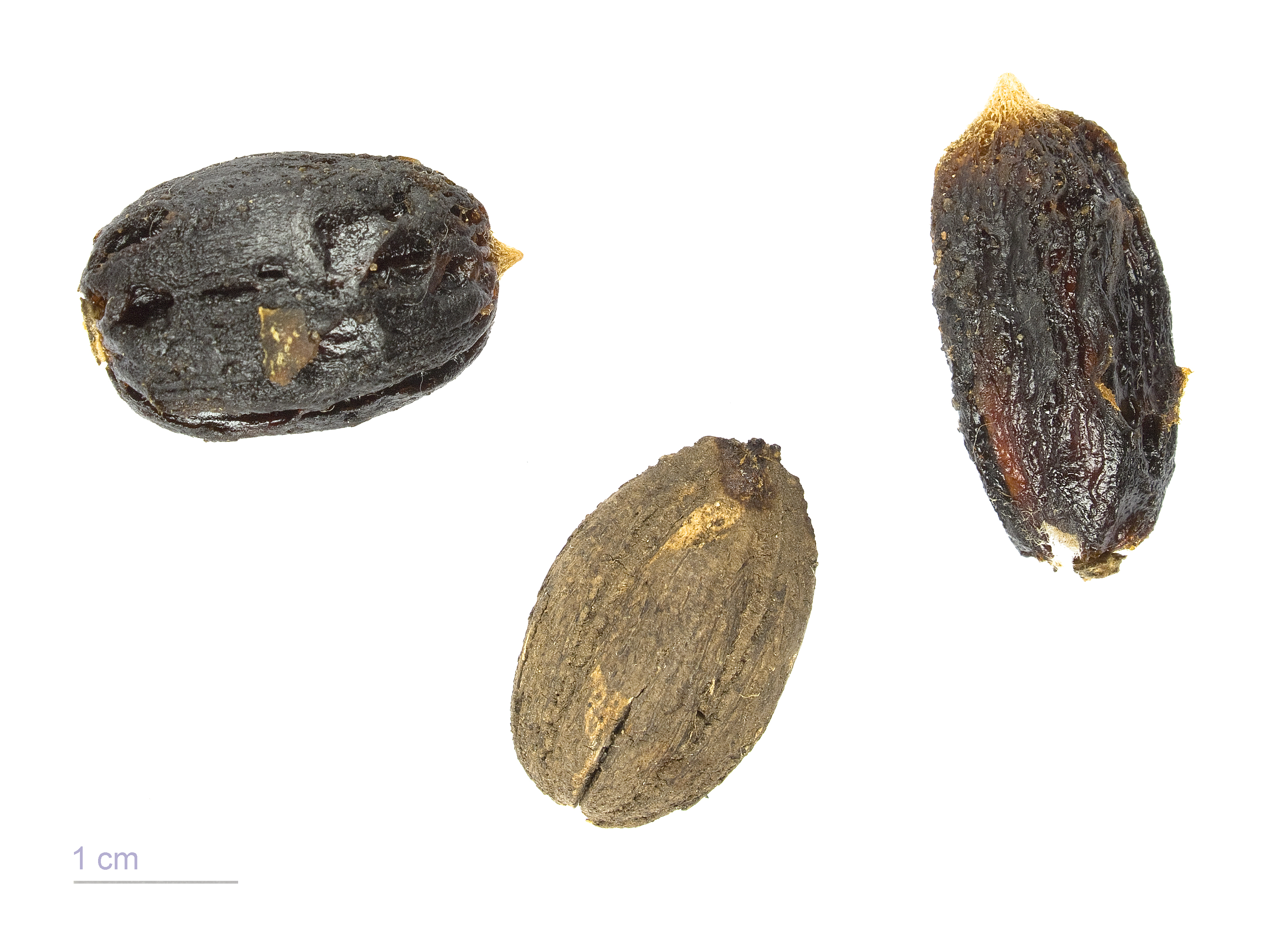
кістянка й кісточка